# Utilisation de baïonnettes pour le maintien de l'ordre

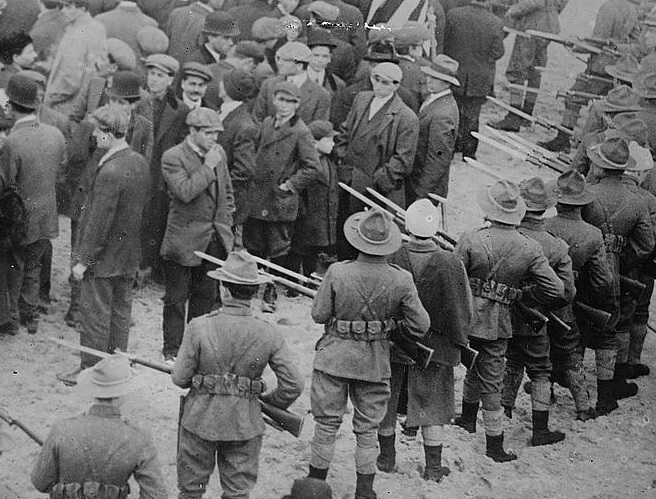
En 1912, la milice du Massachusetts a fait usage de baïonnettes fixées à leurs fusils pour retenir les manifestants à Lawrence.

L'utilisation de baïonnettes pour maintenir l'ordre consiste en l'utilisation ou la démonstration de baïonnettes par des forces de l'ordre pour arrêter, disperser ou intimider des groupes de personnes. Leur utilisation dans les dernières années a principalement été pour calmer des foules en colère ou pour leur empêcher d'aller plus loin, les baïonnettes ayant un fort effet psychologiques sur celles-ci.

## Historique

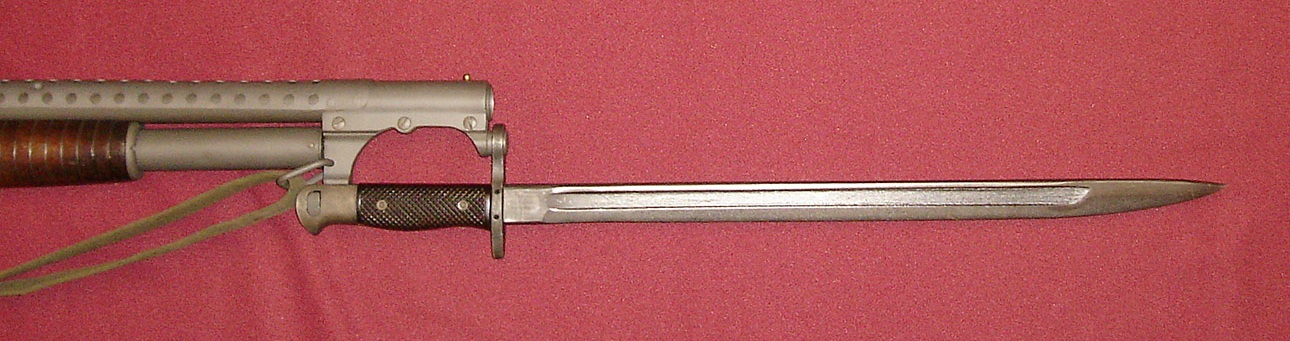
Exemple de baïonnette pouvant être utilisée dans cette technique.